# Шарлотта (принцеса Монако)
Принцеса Шарлотта Грімальді, герцогиня Валентинуа (фр. Charlotte Louise Juliette Grimaldi de Monaco 30 вересня 1898 — 15 листопада 1977) — позашлюбна дочка князя Монако Луї II і співачки кабаре Марії Жюльєтти Луве, мати князя Реньє III. У 1922—1944 роках — спадкова принцеса Монако.

## Біографія
Шарлотта Луїза Джульєтта народилася від зв'язку князя Луї II з Марією Жюльеттою Луве. Оскільки у князя не було інших дітей, престол Монако мав успадкувати син його двоюрідної бабусі, німецький підданий Вільгельм фон Урах. У розпал Першої світової війни така перспектива категорично не влаштовувала Францію, яка була готова окупувати князівство в разі його переходу до німця.
Щоб зберегти незалежність держави, князь Луї 16 травня 1919 року надав позашлюбній дочці титул герцогині Валентинуа, чим дав зрозуміти, що престол буде успадкований її нащадками. Як женихів розглядалися тільки громадяни Франції. 19 березня 1920 року Шарлотта одружилася з графом П'єром Поліньяком, який отримав титул принца Монако. У подружжя було двоє дітей:
- Антуанетта Луїза Альберта Сюзанна Монакська (1920—2011)
- Реньє III (1923—2005), князь Монако.

30 травня 1944 року напередодні 21-річчя сина принцеса за згодою свого батька офіційно віддала свої права на спадкування монакського престолу своєму синові Реньє. Вона зберегла за собою титул принцеси Монако і герцогині Валентинуа. Після того, як її син в 1949 році став князем Монако, вона переїхала в Париж, де і померла в 1977 році у віці 79 років.